# Lijst van nummer 1-albums in de LP Top 20 in 1972
Onderstaande albums stonden in 1972 op nummer 1 in de LP Top 20 de voorloper van de huidige Media Markt Album Top 40. Vanaf 6 december 1969 werd de LP Top 20 eerst tweewekelijks later vanaf 18 september 1971 wekelijks samengesteld door Radio Veronica.
| Nummer | Datum        | Artiest                                        | Titel                            | Opmerking     |
| ------ | ------------ | ---------------------------------------------- | -------------------------------- | ------------- |
| 19     | 1 januari    | Rod McKuen                                     | Greatest hits vol.3              |               |
| 20     | 8 januari    | Diverse artiesten                              | Goud van oud                     | Verzamelalbum |
|        | 15 januari   | Diverse artiesten                              | Goud van oud                     | Verzamelalbum |
| 21     | 22 januari   | Diverse artiesten                              | Alweer alle 13 goed              | Verzamelalbum |
|        | 29 januari   | Diverse artiesten                              | Alweer alle 13 goed              | Verzamelalbum |
| 22     | 5 februari   | George Harrison / Bob Dylan / Ravi Shankar e.a | The concert for Bangladesh       |               |
|        | 12 februari  | George Harrison / Bob Dylan / Ravi Shankar e.a | The concert for Bangladesh       |               |
|        | 19 februari  | George Harrison / Bob Dylan / Ravi Shankar e.a | The concert for Bangladesh       |               |
|        | 26 februari  | George Harrison / Bob Dylan / Ravi Shankar e.a | The concert for Bangladesh       |               |
| 23     | 4 maart      | Neil Young                                     | Harvest                          |               |
|        | 11 maart     | Neil Young                                     | Harvest                          |               |
|        | 18 maart     | Neil Young                                     | Harvest                          |               |
|        | 25 maart     | Neil Young                                     | Harvest                          |               |
|        | 1 april      | Neil Young                                     | Harvest                          |               |
|        | 8 april      | Neil Young                                     | Harvest                          |               |
|        | 15 april     | Neil Young                                     | Harvest                          |               |
| 24     | 22 april     | Diverse artiesten                              | Top star festival                | Verzamelalbum |
|        | 29 april     | Diverse artiesten                              | Top star festival                | Verzamelalbum |
|        | 6 mei        | Diverse artiesten                              | Top star festival                | Verzamelalbum |
|        | 13 mei       | Diverse artiesten                              | Top star festival                | Verzamelalbum |
|        | 20 mei       | Diverse artiesten                              | Top star festival                | Verzamelalbum |
|        | 27 mei       | Diverse artiesten                              | Top star festival                | Verzamelalbum |
| 25     | 3 juni       | Manassas                                       | Manassas                         |               |
| 26     | 10 juni      | The Rolling Stones                             | Exile on Main St.                |               |
| 27     | 17 juni      | Diverse artiesten                              | Voor de derde keer: Alle 13 goed | Verzamelalbum |
|        | 24 juni      | Diverse artiesten                              | Voor de derde keer: Alle 13 goed | Verzamelalbum |
|        | 1 juli       | Diverse artiesten                              | Voor de derde keer: Alle 13 goed | Verzamelalbum |
|        | 8 juli       | Diverse artiesten                              | Voor de derde keer: Alle 13 goed | Verzamelalbum |
|        | 15 juli      | Diverse artiesten                              | Voor de derde keer: Alle 13 goed | Verzamelalbum |
|        | 22 juli      | Diverse artiesten                              | Voor de derde keer: Alle 13 goed | Verzamelalbum |
|        | 29 juli      | Diverse artiesten                              | Voor de derde keer: Alle 13 goed | Verzamelalbum |
|        | 5 augustus   | Diverse artiesten                              | Voor de derde keer: Alle 13 goed | Verzamelalbum |
|        | 12 augustus  | Diverse artiesten                              | Voor de derde keer: Alle 13 goed | Verzamelalbum |
| 28     | 19 augustus  | Simon & Garfunkel                              | Greatest hits                    |               |
|        | 26 augustus  | Simon & Garfunkel                              | Greatest hits                    |               |
|        | 2 september  | Simon & Garfunkel                              | Greatest hits                    |               |
|        | 9 september  | Simon & Garfunkel                              | Greatest hits                    |               |
|        | 16 september | Simon & Garfunkel                              | Greatest hits                    |               |
|        | 23 september | Simon & Garfunkel                              | Greatest hits                    |               |
|        | 30 september | Simon & Garfunkel                              | Greatest hits                    |               |
| 29     | 7 oktober    | Yes                                            | Close to the edge                |               |
|        | 14 oktober   | Yes                                            | Close to the edge                |               |
| 30     | 21 oktober   | Cornelis Vreeswijk                             | Cornelis Vreeswijk               |               |
|        | 28 oktober   | Cornelis Vreeswijk                             | Cornelis Vreeswijk               |               |
|        | 4 november   | Cornelis Vreeswijk                             | Cornelis Vreeswijk               |               |
|        | 11 november  | Cornelis Vreeswijk                             | Cornelis Vreeswijk               |               |
|        | 18 november  | Cornelis Vreeswijk                             | Cornelis Vreeswijk               |               |
|        | 25 november  | Cornelis Vreeswijk                             | Cornelis Vreeswijk               |               |
| 31     | 2 december   | Diverse artiesten                              | Alle 13 goed 4                   | Verzamelalbum |
|        | 9 december   | Diverse artiesten                              | Alle 13 goed 4                   | Verzamelalbum |
|        | 16 december  | Diverse artiesten                              | Alle 13 goed 4                   | Verzamelalbum |
|        | 23 december  | Diverse artiesten                              | Alle 13 goed 4                   | Verzamelalbum |
|        | 30 december  | Diverse artiesten                              | Alle 13 goed 4                   | Verzamelalbum |

Lijsten van nummer 1-albums in de Nederlandse Album Top 100

1969 ·
1970 ·
1971 ·
1972 ·
1973 ·
1974 ·
1975 ·
1976 ·
1977 ·
1978 ·
1979 ·
1980 ·
1981 ·
1982 ·
1983 ·
1984 ·
1985 ·
1986 ·
1987 ·
1988 ·
1989 ·
1990 ·
1991 ·
1992 ·
1993 ·
1994 ·
1995 ·
1996 ·
1997 ·
1998 ·
1999 ·
2000 ·
2001 ·
2002 ·
2003 ·
2004 ·
2005 ·
2006 ·
2007 ·
2008 ·
2009 ·
2010 ·
2011 ·
2012 ·
2013 ·
2014 ·
2015 ·
2016 ·
2017 ·
2018 ·
2019 ·
2020 ·
2021 ·
2022 ·
2023 ·
2024 ·
2025

Lijsten van nummer 1-albums van de Stichting Nederlandse Top 40

1969 ·
1970 ·
1971 ·
1972 ·
1973 ·
1974 ·
1975 ·
1976 ·
1977 ·
1978 ·
1979 ·
1980 ·
1981 ·
1982 ·
1983 ·
1984 ·
1985 ·
1986 ·
1987 ·
1988 ·
1989 ·
1990 ·
1991 ·
1992 ·
1993 ·
1994 ·
1995 ·
1996 ·
1997 ·
1998 ·
1999 ·
2011 ·
2012 ·
2013 ·
2014 ·
2015
- Nederland
- Nederland (LP Top 20)